# 头花草科
萼角花科（学名：Calyceraceae），又名头花草科或萼角科，共有6属约40种，分布在南美洲南部。
本科植物为一年或多年生草本；单叶互生，叶有裂；花小，排成头状花序，花瓣5，肉质，萼管具棱；果实为瘦果。
1981年的克朗奎斯特分类法单独列出一个头花草目，放在菊亚纲下面，1998年根据基因亲缘关系分类的APG 分类法认为可以直接放到菊目下。

## 属
- 南妇草属 Acarpha Griseb.
- 萼刺花属 Acicarpha Juss.
- 萼头花属 Boopis Juss.
- 萼角花属 Calycera Cav.
- 萼苞花属 Gamocarpha DC.
- 萼莲花属 Moschopsis Phil.
- 萼芹花属 Nastanthus Miers